# Asienspiele 2014/Sepak Takraw
Bei den Asienspielen 2014 in Incheon, Südkorea wurden vom 20. September bis 3. Oktober 2014 sechs Wettbewerbe im Sepak Takraw ausgetragen, je drei für Frauen und Männer.

## Männer

### Regu
| Platz | Land | Athlet |
| ----- | ---- | --- |
| 1     | THA  | Anuwat Chaichana Pornchai Kaokaew Sittipong Khamchan Siriwat Sakha Pattarapong Yupadee                                     |
| 2     | KOR  | Im Ansoo Jeong Wondeok Kim Youngman Park Hyeongeun Shim Jaechul                                                            |
| 3     | MAS  | Mohd Zamree Bin Mohd Dahan Ahmad Aizat Bin mohd Nor Azmi Mohamad Fadzli Bin Muhammad Roslan Mohd Syazreenqamar Bin Salehan |
| 3     | MYA  | Aung Pyae Tun Htoo Aung Kyaw Kyaw Soe Win Naing Lin Aung Zaw Zaw Aung                                                      |

Das Finale wurde am 3. Oktober ausgetragen.

### Doppel
| Platz | Land | Athlet                                                                     |
| ----- | ---- | -------------------------------------------------------------------------- |
| 1     | MYA  | Wai Lin Aung Zaw Latt Zaw Zaw Aung                                         |
| 2     | KOR  | Im Ansoo Jeong Wondeok Kim Youngman                                        |
| 3     | JPN  | Seiya Takano Susumu Teramoto Takeshi Terashima                             |
| 3     | SIN  | Mohamad Farhan Amran Muhammad Hafiz Nor Izam Jaafar Eddy Nor Shafiq Sahari |

Das Finale wurde am 22. September ausgetragen.

### Teams
| Platz | Land | Athlet |
| ----- | ---- | --- |
| 1     | THA  | Anuwat Chaichana, Thanawat Chumsena, Somporn Jaisinghol, Pornchai Kaokaew, Sittipong Khamchan, Supachai Maneenat, Suriyan Peachan, Siriwat Sakha, Sahachat Sakhoncharoen, Kritsana Tanakorn, Assadin Wongyota, Pattarapong Yupadee |
| 2     | KOR  | Go Jaeuk, Hong Seunghyun, Im Ansoo, Jeon Youngman, Jeong Wondeok, Kim Hyunjun, Kim Youngman, Park Hyeongeun, Shim Jaechul, Shin Chookwang, Sin Seungtae, Woo Gyeonghan |
| 3     | INA  | Firmansyah, Nofrizal, Syamsul Akmal, Abrian Sihab Aldilatama, Syamsul Hadi, Hendra Pago, Andi Paturay, Victoria Eka Prasetyo, Saiful Rijal, Husni Uba, Yovi Hendra Utama, Muhammad Ruswan Wajib |
| 3     | MAS  | Amirul Zazwan Bin Amir, Mohd Muqlis Bin Borhan, Mohd Helmi Bin Ismail, Mohd Zamree Bin Mohd Dahan, Ahmad Aizat Bin Mohd Nor Azmi, Mohammad Syahir Bin Mohd Rosdi, Mohamad Fadzli Bin Muhammad Roslan, Izurin Bin Refin, Mohd Syazreenqamar Bin Salehan, Mohd Kamal Alfiza Bin Shafie, Muhammad Idham Bin Sulaiman, Zuleffendi Bin Sumari |

Das Finale wurde am 28. September ausgetragen.

## Frauen

### Regu
| Platz | Land | Athlet                                                                                  |
| ----- | ---- | --------------------------------------------------------------------------------------- |
| 1     | THA  | Masaya Duangsri Wanwisa Jankaen Fueangfa Praphatsarang Sunthari Rupsung Payom Srihongsa |
| 2     | KOR  | Kim Iseul Lee Jinhee Lee Minju Park Seonju Sim Suyeon                                   |
| 3     | CHN  | Cui Yonghui Lao Tianxue Liu Xiaofang Song Cheng Zhang Yanan                             |
| 3     | INA  | Lena Leni Florensia Cristy Dini Mita Sari Rike Media Sari                               |

Das Finale wurde am 3. Oktober ausgetragen.

### Doppel
| Platz | Land | Athlet                                              |
| ----- | ---- | --------------------------------------------------- |
| 1     | MYA  | Khin Hnin Wai Kyu Kyu Thin Phyu Phyu Than           |
| 2     | LAO  | Sonsavan Keosouliya Nouandam Volabouth Koy Xayavong |
| 3     | JPN  | Sawa Aoki Yukie Sato Chiharu Yano                   |
| 3     | VIE  | Duong Thi Xuyen Ie Thi Tam Nguyen Thi Quyen         |

Das Finale wurde am 22. September ausgetragen.

### Teams
| Platz | Land | Athlet |
| ----- | ---- | --- |
| 1     | THA  | Nattiya Chantavet, Wiphada Chitphuan, Masaya Duangsri, Wanwisa Jankaen, Sasiwimol Janthasit, Fueangfa Praphatsarang, Somruedee Pruepruk, Kaewjai Pumswangkaew, Sunthari Rupsung, Priyapat Saton, Payom Srihongsa, Rungtip Tanaking |
| 2     | MYA  | El Thin Zar, Htut Kay Zin, Khin Hnin Wai, Kyu Kyu Thin, Nan Su Myat San, Nant Yin Yin Myint, Nwe Nwe Htwe, Phyu Phyu Than, Thin Zar Soe Nyunt                                                                                      |
| 3     | INA  | Jumasiah, Kusnelia, Lena, Leni, Florensia Cristy, Widya Andrini Modjundju, Dini Mita Sari, Rike Media Sari, Nur Isni Chikita Sumito, Hasmawati Umar, Irma Wati                                                                     |
| 3     | VIE  | Bui Thi Hai Yen, Cao Thi Hai Yen, Cao Thi Yen, Duong Thi Xuyen, Ie Ti Tam, Nguyễn Thị Bích Thùy, Nguyen Thi Hoa, Nguyen Thi Quyen, Nguyen Bach Van, Tran Thi Thu Hoai, Tran Thi Thuy Linh                                          |

Das Finale wurde am 28. September ausgetragen.

## Medaillenspiegel
| Platz  | Land                | Gold | Silber | Bronze | Gesamt |
| ------ | ------------------- | ---- | ------ | ------ | ------ |
| 1      | Thailand            | 4    | -      | -      | 4      |
| 2      | Myanmar             | 2    | 1      | 1      | 4      |
| 3      | Südkorea            | -    | 4      | -      | 4      |
| 4      | Laos                | -    | 1      | -      | 1      |
| 5      | Indonesien          | -    | -      | 3      | 3      |
| 6      | Japan               | -    | -      | 2      | 2      |
| 6      | Malaysia            | -    | -      | 2      | 2      |
| 6      | Vietnam             | -    | -      | 2      | 2      |
| 9      | Volksrepublik China | -    | -      | 1      | 1      |
| 9      | Singapur            | -    | -      | 1      | 1      |
| Gesamt | Gesamt              | 6    | 6      | 12     | 24     |